# Mercedes-Benz W03
Mercedes-Benz 300/320/350 är en personbil, tillverkad av den tyska biltillverkaren Mercedes-Benz mellan 1926 och 1929.

## W03 300 (1926–1927)
300:n presenterades på bilsalongen i Berlin hösten 1926. Modellen var otvivelaktigt en rymlig och bekväm kvalitetsbil, men den led av alltför hög vikt för sin svaga sidventilsmotor och den sålde inte alls så bra som företaget räknat med.

## W04 320 (1927–1928)
Redan efter ett år kom 320 med större motor, men den gjorde föga till för att få upp försäljningen.

## W05 350 (1928–1929)
Mercedes-Benz gjorde ännu ett försök att få liv i försäljningen med ytterligare större motor i 350:n, i väntan på efterträdaren Mannheim 350.

## Motor
| Modell | Motor                  | Cylindervolym | Effekt | Bränslesystem   |
| ------ | ---------------------- | ------------- | ------ | --------------- |
| 300    | M03: 6-cyl radmotor sv | 3030 cm³      | 55 hk  | Enkel förgasare |
| 320    | M04: 6-cyl radmotor sv | 3131 cm³      | 55 hk  | Enkel förgasare |
| 350    | M09: 6-cyl radmotor sv | 3444 cm³      | 60 hk  | Enkel förgasare |

## Tillverkning
| Modell | Antal |
| ------ | ----- |
| 300    | 3 319 |
| 320    | 202   |
| 350    | 713   |